# Варсава Персијски
Свети Варсава или Варсавија Персијски († 342) је био хришћански светитељ и мисионар, који је пострадао у Персији. 
Православна црква помиње светог варсаву 11. децембра.
Монаси из манастора Светог Августина, Рамсгејт, у својој Књизи светитеља (1921) написали су (4. век) : "Персијског игумана и његових једанаест монаха побио је као хришћане краљ који је прогонио, Сапор II, у близини рушевина Персепоља (342. године)".
Хагиограф Албан Батлер је о њему је написао:
"Свети Варсавија, игуман, и његови сапутници, мученици, у Персији. Евгеније, кога су Оријенталци називали Абус, Халдејци Авус, односно Оче наш, а покварено од Созомена Аонес, био је ученик великог светог Антонија. Путујући на исток, основао је и управљао бројним манастиром у близини Нисиба, одакле је послао колоније по целој Персији, у којој је у четвртом веку било много манастира, како то говори Теодорит, Баребреј и други сиријски писци. Созомен нам говори, да су ови монаси, Абусови ученици, довршили обраћење читаве Сирије, и својом проповедом довели у праву веру многе међу Персијанцима и Сараценима. Варсавија је био један од ових ревносних Абусових ученика, и био је игуман у Персији, имајући под собом десет монаха, које је са великом пажњом васпитавао на путу хришћанског савршенства. Његова изузетна ревност учинила је да га прогонитељи обележе једног од првих за убијање.
Био је ухапшен на почетку великог прогона цара Сапора, и опозван пред гувернером провинције по оптужници да је радио на укидању религије магова у Персији. Са њим је његових десет монаха у ланцима одведено у Астахару, град близу рушевина Персепоља, где је боравио гувернер провинције. Овај нељудски судија се мучио да измисли најокрутније врсте мука да им нанесе. По његовом наређењу колена су им била натучена и разбијена, ноге поломљене; тада су им руке, бокови и уши на најварварскији начин сечени и цепани, очи су им тучене, а лица отечена и упаљена од добијених удараца. Напослетку, гувернер, бесан што види себе побеђеним њиховом непобедивом врлином, и уморан од мучења, осуди их да им одсеку главе. Мученици су радосно ишли до места погубљења, певајући хвалу Богу у песмама и псалмима, окружени великом четом војника и џелата, а праћени невероватним бројем људи. Добри игуман је усрдно желео да пошаље пред себе на блаженство све оне душе које му је Бог дао на дужност, и ова молба коју је упутио Богу са великом жаром и милосрђем, била је услишена.
Покољ је већ почео, када је маг који је путовао тим путем, са својом женом, двоје деце и неколико слугу, угледавши гомилу, дојахао кроз народ са слугом испред себе, да види шта је било. Гледао је преподобног игумана како стоји радосно, певајући божанске хвале, и хватајући сваког монаха за руку док су пролазили, као да ће их предати крвнику. Дела говоре да је видео и светли ватрени крст како сија над телима убијених. Без обзира да ли је раније био склон хришћанској религији, или је своје обраћење у потпуности дуговао изненадном изузетном сусрету, он је на лицу места постао савршен хришћанин: и покретан снажним импулсом божанске благодати, осетио је у себи искрену жељу да буде један у том благословеном друштву. Он, дакле, сиђе с коња, преобуче се са својим слугом, и шапну игуману на уво, молећи да буде примљен у број своје свете војске, пошто се с њима сјединио у вери и жељи. Игуман пристајући, прође му кроз руке после деветог, и одсече му главу џелат, који га није познавао. Наследио га је једанаести мученик. Најзад, преподобни Варсава, отац ових мученика, изложи свој врат крвнику.
Тела ових дванаест светаца остављена су да их прогутају дивље звери и птице грабљивице; али су њихове главе донете у град и постављене у храм Нахитиса, или Венере. Јер, иако су магови мрзели све идоле, постојало је неколико секти идолопоклоника у многим деловима Персије. Пример мага мученика подстакао је његову жену, децу и целу породицу да ревносно исповедају хришћанску веру. 
Ови мученици су пострадали 3. јуна, у трећој години великог прогона цара Сапора, тридесет треће године његове владавине, односно, 342. године. Света Варсавија се помиње и у грчким Менологијима и у Римском мартирологу на год. 11. децембра"